# Championnat de Tunisie masculin de handball 1962-1963
Navigation
Saison précédente Saison suivante
La saison 1962-1963 du championnat de Tunisie masculin de handball, qui est la huitième édition de la compétition, est importante pour le handball tunisien.
Pour la première fois, dix clubs participent au championnat sans qu'aucun forfait ne soit enregistré. L'équipe nationale, qui se contentait auparavant de rencontres amicales contre des clubs européens, joue contre l'équipe d'Égypte (6-26 et 14-25) puis participe aux Jeux de l'Amitié de Dakar, où elle remporte sa première victoire internationale contre l'équipe de Madagascar (17-13). Pour la première fois aussi, un championnat féminin est organisée. En seconde division, la poule Sud est scindée en deux poules, Centre et Sud. On n'enregistre plus de scores fleuves et les clubs font appel à des entraîneurs diplômés.
Sous la houlette de son entraîneur-joueur Abdelaziz Ghelala, qui marque souvent plus de dix buts par match, Al Mansoura Chaâbia de Hammam Lif remporte le championnat sur le fil devant l'Association sportive des PTT grâce à sa victoire au retour. De leur côté, le Club africain, qui s'est renforcé par l'arrivée d'anciens joueurs de l'Union sportive tunisienne, et le Club athlétique du gaz, qui a recruté les frères Charles et André Russo et engagé un entraîneur étranger, Adam Nidzgorski, jouent un rôle important en championnat. En coupe de Tunisie, Al Mansoura Chaâbia confirme sa suprématie en battant l'Espérance sportive de Tunis (17-16).

## Clubs participants
10 clubs participent à la compétition :
- Espérance sportive de Tunis
- Club athlétique du gaz
- Association sportive des PTT
- Stade soussien
- Club africain
- Zitouna Sports
- Al Mansoura Chaâbia de Hammam Lif
- Avenir musulman
- Croissant sportif bizertin
- Club sportif des cheminots

## Compétition

### Classement
Le barème de points servant à établir le classement se décompose ainsi :
- Victoire : 3 points
- Match nul : 2 points
- Défaite : 1 point
- Forfait : 0 point

|    | Équipe                                | Pts | J  | G  | N | P  | Bp  | Bc  | Diff |
| -- | ------------------------------------- | --- | -- | -- | - | -- | --- | --- | ---- |
| 1  | Al Mansoura Chaâbia de Hammam Lif (C) | 50  | 18 | 15 | 2 | 1  | 000 | 000 |      |
| 2  | Association sportive des PTT (T)      | 48  | 18 | 14 | 2 | 2  | 000 | 000 |      |
| 3  | Club africain                         | 44  | 18 | 13 | 0 | 5  | 000 | 000 |      |
| 4  | Club athlétique du gaz (P)            | 40  | 18 | 10 | 2 | 6  | 000 | 000 |      |
| 5  | Espérance sportive de Tunis           | 39  | 18 | 10 | 1 | 7  | 000 | 000 |      |
| 6  | Avenir musulman                       | 33  | 18 | 7  | 1 | 10 | 000 | 000 |      |
| 7  | Stade soussien                        | 28  | 18 | 5  | 0 | 13 | 000 | 000 |      |
| 8  | Croissant sportif bizertin            | 28  | 18 | 5  | 0 | 13 | 000 | 000 |      |
| 9  | Zitouna Sports                        | 28  | 18 | 5  | 0 | 13 | 000 | 000 |      |
| 10 | Club sportif des cheminots (P)        | 22  | 17 | 2  | 0 | 6  | 000 | 000 |      |

### Division 2

#### Poule Nord
Le Stade nabeulien, entraîné par l'Algérien Hemdouche[Qui ?] et composé de Moncef Ben Amor, Habib Bouaouina, Mongi Ghodhban, Ernest Haddad, Mustapha Khouja, Mansouri[Qui ?], Ezzine[Qui ?], Hassen Saad, Sadok Garaâli, Arbi Mrabet, Hdidane[Qui ?] et Hergli[Qui ?], remporte le championnat du Nord, devant la Jeunesse sportive omranienne, puis les barrages nationaux d'accession. Les autres clubs de la poule sont l'Association sportive des traminots, l'Avant-garde de Tunis, le Club sportif goulettois, La Musulmane et le Stade africain de Menzel Bourguiba.

#### Poule Centre
L'Union sportive monastirienne, entraînée par le futur entraîneur de l'équipe de Tunisie de football, Ameur Hizem, et qui y évolue comme gardien de but, remporte ce championnat mais échoue aux barrages nationaux.
| Rang | Équipe                        | Points          |
| ---- | ----------------------------- | --------------- |
| 1    | Union sportive monastirienne  | 32              |
| 2    | Sporting Club de Moknine      | 30              |
| 3    | Patriote de Sousse            | 26              |
| 4    | Éclair sportif de Beni Hassen | 25              |
| 5    | Croissant sportif de M'saken  | 21              |
| 6    | Aigle sportif de Téboulba     | 16              |
| 7    | Croissant sportif d'Akouda    | 12              |
| 8    | El Makarem de Mahdia          | Forfait général |

#### Poule Sud
| Rang | Équipe                     |
| ---- | -------------------------- |
| 1    | Union culturelle de Sfax   |
| 2    | Sfax railways sports       |
| 3    | Club sportif sfaxien       |
| 4    | En-Nahdha sportive de Sfax |
| 5    | Croissant sportif chebbien |

## Champion
- Al Mansoura Chaâbia de Hammam Lif
  - Entraîneur : Abdelaziz Ghelala
  - Effectif : Mustapha Ben Khadar, Moncef Adda, Abdelhamid Ben Khira et Mustapha Khalladi (GB), Abdelaziz Ghelala[1], Chedly Chamekh, Abdessatar Annabi, Habib Srikou, Moncef Triki, Mahjoub Guerfali, Lassâad Shabou, Abdelhamid Soltan, Larbi Landoulsi, Abdessatar Latrech[2], Kamel Sghaïer[3], Abderrazak Chennaoui